# 12道锋味
《12道鋒味》／《鋒味》／《百姓的味道》（英語：Chef Nic）是谢霆锋担任固定嘉宾的户外美食真人秀。
《12道鋒味》由浙江广播电视集团、英皇娛樂及藍天下傳媒聯合出品。谢霆锋将在法国，澳大利亚等国与赵薇、范冰冰、张家辉、房祖名、蔡卓妍（阿Sa）等好友展开美食之旅。浙江卫视於2014年7月12日起逢星期六播出。香港無綫電視翡翠台及高清翡翠台同年10月18日起逢星期六播出。2014年11月1日起於台灣八大綜合台播出。2015年8月1日播出第二季。香港無綫電視高清翡翠台同年9月26日起逢星期六播出。香港無綫電視J52016年11月16日起逢星期三播出第三季，以粵語／普通話雙語播出。
第四季開始節目名稱改為《鋒味》，節目亦改由鋒味控股、英皇北京文化及優酷網聯合出品，谢霆锋和他的明星好友一起接受来自世界各地的厨艺高手的挑战，上演了一场环球美食大冒险，不仅会展现全球厨艺高手之间的美食较量，也会带著观众一起探索充满魅力的异国人文风情。優酷於2017年12月9日起逢星期六上載一集，香港ViuTV於2018年3月31日起逢星期六播出。
第五季節目由浙江广播电视集团及英皇北京文化联合出品，由2018年11月24日起逢星期六在浙江卫视播出，香港ViuTV於2019年2月24日起逢星期日播出。
第六季開始節目名稱改為《百姓的味道》，節目亦改由鋒味控股及江苏省广播电视总台聯合出品。谢霆锋和他的明星好友一起在中国寻找祖国各地特色美食、聚焦中国百姓的味道、挖掘动人百姓故事、展现不同地区人文自然风貌。江苏卫视於2021年11月19日起逢星期五播出，香港J2於2022年4月7日起逢星期四播出。

## 播出時間

### 第一季
| 所在地   | 電視台             | 播出日期       | 播出時間       |
| -------- | ------------------ | -------------- | -------------- |
| 中国大陆 | 浙江卫视           | 2014年7月12日  | 逢星期六播出。 |
| 香港     | 翡翠台、高清翡翠台 | 2014年10月18日 | 逢星期六播出。 |
| 臺灣     | 八大綜合台         | 2014年11月1日  |                |

### 第二季
| 所在地   | 電視台      | 播出日期      | 播出時間                |
| -------- | ----------- | ------------- | ----------------------- |
| 中国大陆 | 浙江卫视    | 2015年8月1日  | 逢星期六播出。          |
| 臺灣     | 八大綜合台  | 2015年8月1日  |                         |
| 香港     | 高清翡翠台  | 2015年9月26日 | 逢星期六播出。          |
| 马来西亚 | Astro全佳HD | 2016年1月24日 | 逢星期日晚上22:00播出。 |

### 第三季
| 所在地   | 電視台      | 播出日期       | 播出時間 |
| -------- | ----------- | -------------- | --- |
| 中国大陆 | 浙江卫视    | 2016年9月10日  | 逢星期六播出。 |
| 香港     | J5          | 2016年11月16日 | 逢星期三播出，以粵語／國語雙語播出。 |
| 新加坡   | cHK香港台   | 2016年12月15日 | 逢星期四及五，晚上21:00播出。 |
| 马来西亚 | Astro全佳HD | 2017年1月28日  | 2017年1月28至29日晚上20:00播出（第1至2集）。 2017年2月4日起逢星期六晚上20:00播出。 2017年2月11日因直播《2017湖南卫视元宵喜乐会》延至晚上22:07播出第4集。 2017年2月25日因重播《歌手2017》暂停播出一次。 |

### 鋒味2017
| 所在地   | 電視台   | 播出日期               | 播出時間                                                                                       |
| -------- | -------- | ---------------------- | ---------------------------------------------------------------------------------------------- |
| 中国大陆 | 優酷     | 2017年12月9日          | 逢星期六網上發佈（番外篇及先導片兩集於2017年12月9日一同上載）。                                |
| 香港     | ViuTV    | 2018年3月31日          | 逢星期六21:30播出（不會播出番外篇），每集開始前會播出由ViuTV製作的《鋒味前奏》，主持人為火火。 |
| 马来西亚 | 八度空间 | 2018年9月8日           | 每周六 18：00 - 19：00                                                                         |
| 新加坡   | E樂      | 2018年12月5日-12月26日 | 星期三 21:00-22:00                                                                             |
| 新加坡   | E樂      | 2019年1月3日-2月28日   | 星期四 21:00-22:00                                                                             |

### 鋒味2018
| 所在地   | 電視台   | 播出日期       | 播出時間                                                                           |
| -------- | -------- | -------------- | ---------------------------------------------------------------------------------- |
| 中国大陆 | 浙江衛視 | 2018年11月24日 | 逢星期六22:00播出。                                                                |
| 中国大陆 | 愛奇藝   | 2018年11月24日 | 逢星期六22:30播出。                                                                |
| 中国大陆 | 優酷     | 2018年11月24日 | 逢星期六22:30播出。                                                                |
| 马来西亚 | dimsum   | 2018年11月25日 | 逢星期日 上线                                                                      |
| 马来西亚 | 八度空间 | 2019年2月17日  | 逢星期日 17:00播出。                                                               |
| 香港     | ViuTV    | 2019年2月24日  | 逢星期日21:30播出，每集開始前會播出由ViuTV製作的《鋒味前奏》，主持人為火火及劉翁。 |
| 新加坡   | E樂      | 2019年3月7日   | 星期四 21:00-22:00                                                                 |
| 臺灣     | 中視主頻 | 2019年7月29日  | 每週一至五17:00-18:00播出                                                          |

### 百姓的味道
| 所在地   | 電視台   | 播出日期       | 播出時間            |
| -------- | -------- | -------------- | ------------------- |
| 中国大陆 | 江蘇衛視 | 2021年11月19日 | 逢星期五20:20播出。 |
| 中国大陆 | 優酷     | 2021年11月19日 | 逢星期五20:30播出。 |
| 香港     | J2       | 2022年4月7日   | 逢星期四20:30播出   |

## 每集內容

### 第一季（2014年）

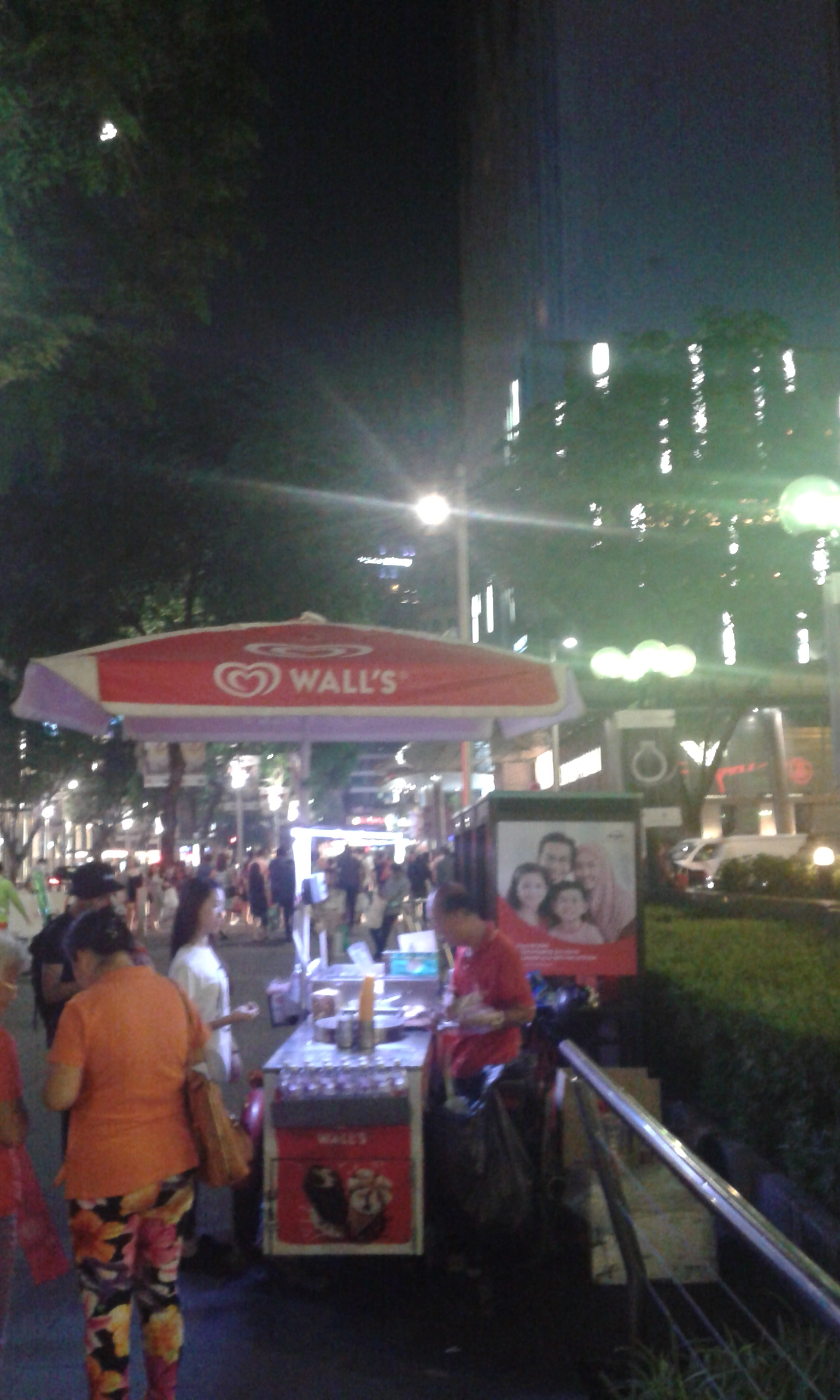
於新加坡所介紹的雪糕三文治

| 集數             | 嘉賓         | 國家/地區                |
| 固定嘉宾：谢霆锋 |              |                          |
| 第一期           | 范冰冰       | 法國巴黎                 |
| 第二期           | 張家輝       |                          |
| 第三期           | 趙薇、周筆暢 | 法國、 中国北京          |
| 第四期           | 房祖名、成龍 | 義大利                   |
| 第五期           | 謝賢、陳妍希 | 西班牙                   |
| 第六期           | 蔡卓妍、謝賢 | 西班牙                   |
| 第七期           | 桂綸鎂       | 新加坡                   |
| 第八期           | 容祖兒       | 瑞士                     |
| 第九期           | 海清、林丹   | 中国內蒙古、營口市、北京 |
| 第十期           | Angelababy   | 澳門                     |
| 第十一期         | 陳奕迅、白冰 | 香港                     |
| 第十二期         | 蔡卓妍、文章 | 中国上海、德清           |

### 第二季（2015年）
| 集數 | 嘉賓                   | 國家/地區             |
| 固定嘉宾：谢霆锋、羽泉、马苏、陈伟霆、王太利（第八期加入）、肖央、伊一（第十二期加入）、霍汶希（第二期） |                        |                       |
| 第一期                                                                                                   | 佟丽娅                 | 中国 北京怀柔         |
| 第二期                                                                                                   | 唐嫣                   | 中国 安徽黄山         |
| 第三期                                                                                                   | 楊冪                   | 中国 安徽黄山         |
| 第四期                                                                                                   | 井柏然、秦海璐         | 中国 广东佛山         |
| 第五期                                                                                                   | 古巨基、海鸣威、刘雁之 | 中国 广东佛山         |
| 第六期                                                                                                   | 孙楠、吉克隽逸         | 中国 云南建水县       |
| 第七期                                                                                                   | 赵丽颖、李云迪         | 中国 云南建水县       |
| 第八期                                                                                                   | 林憶蓮                 | 中国 上海市           |
| 第九期                                                                                                   | 郑秀妍、鳳凰傳奇、Box  | 中国 浙江南潯         |
| 第十期                                                                                                   | 張靜初                 | 中国 四川自貢         |
| 第十一期                                                                                                 | 唐藝昕、李宇春         | 中国 重慶市           |
| 第十二期                                                                                                 | 林峯                   | 中国 海南省萬寧東山嶺 |

### 第三季（2016年）
| 集數             | 嘉賓                                             | 國家/地區                        |
| 固定嘉宾：谢霆锋 |                                                  |                                  |
| 第一期           | 舒淇、周冬雨、馬思純                             | 臺灣台北市、宜蘭縣三星鄉、基隆市 |
| 第二期           | 楊紫瓊、謝賢                                     | 吉力馬札羅山                     |
| 第三期           | 阮經天                                           | 泰國                             |
| 第四期           | 蔡依林、楊受成                                   | 日本 東京                        |
| 第五期           | 甄子丹 、袁和平                                  | 日本 京都                        |
| 第六期           | 蕭敬騰、霍汶希 、宋柯                            | 芬兰                             |
| 第七期           | Twins                                            | 首爾                             |
| 第八期           | 楊紫瓊、謝賢                                     | 南非                             |
| 第九期           | 吳君如、李榮浩                                   | 中国蘇州太湖                     |
| 第十期           | 唐嫣、曾志偉、車婉婉、王太利、白冰、林允、陳曉卿 | 美国夏威夷、 中国廣州、香港      |
| 第十一期         | 張曼玉、容祖兒、馬東、馮唐                       | 英国倫敦                         |
| 第十二期         | 張曼玉、陳偉霆                                   | 英国倫敦                         |

### 鋒味2017
| 集數             | 嘉賓                                                                                               | 國家/地區         |
| 固定嘉宾：谢霆锋 | |                   |
| 番外篇           | （介紹參賽選手）                                                                                   | （介紹參賽選手）  |
| 先導片           | 鄭丹妮@GNZ48、吳哲晗@SNH48、李藝彤@SNH48、曾艷芬@SNH48、胡曉慧@BEJ48、韓家樂@SHY48、霍汶希、江振誠 | 中国上海          |
| 第一期           | 王祖藍、李亞男                                                                                     | 中国 雲南香格里拉 |
| 第二期           | 王嘉爾                                                                                             | 澳門              |
| 第三期           | 陳偉霆、徐熙娣                                                                                     | 香港              |
| 第四期           | 陳偉霆、徐熙娣                                                                                     | 香港深水埗        |
| 第五期           | 鍾欣潼、何超蓮                                                                                     | 中国揚州          |
| 第六期           | 李治廷、傅園慧                                                                                     | 中国上海          |
| 第七期           | 容祖兒、明鵬                                                                                       | 泰國布吉          |
| 第八期           | 鄧紫棋                                                                                             | 新西兰            |
| 第九期           | 蔡卓妍、鍾欣潼                                                                                     | 義大利 帕爾馬     |
| 第十期           | 馮德倫                                                                                             | 挪威              |
| 第十一期         | 阮經天                                                                                             | 挪威              |

### 鋒味2018
| 集數             | 嘉賓                 | 國家/地區             |
| 固定嘉宾：谢霆锋 |                      |                       |
| 第一期           | 林依晨               | 俄羅斯 聖彼得堡       |
| 第二期           | 吳彥祖               | 希腊 米科諾斯島       |
| 第三期           | 張靚穎               | 中国 四川成都         |
| 第四期           | 宋茜                 | 捷克 布拉格           |
| 第五期           | 張一山、謝賢、汪明荃 | 中国 廣東佛山市順德區 |
| 第六期           | 佘詩曼               | 土耳其 伊斯坦布爾     |
| 第七期           | 張鈞甯               | 臺灣 台北市           |
| 第八期           | 潘瑋柏               | 中国 福建廈門         |
| 第九期           | 鄧紫棋               | 柬埔寨 金邊           |
| 第十期           | 林俊傑、蔡卓妍       | 香港                  |
| 第十一期         | 白宇                 | 中国 陝西西安         |
| 第十二期         | 周杰倫 、霍汶希      | 日本 東京             |

### 百姓的味道
| 集數             | 嘉賓                           | 國家/地區                 |
| 固定嘉宾：谢霆锋 |                                |                           |
| 第一期           | 蘇炳添                         | 中国 延边朝鲜族自治州     |
| 第二期           | 高圓圓                         | 中国 上海                 |
| 第三期           | 丁真珍珠                       | 中国 理塘                 |
| 第四期           | 丁真珍珠                       | 中国 理塘                 |
| 第五期           | 楊超越                         | 中国 黔南布依族苗族自治州 |
| 第六期           | 無嘉賓                         | 中国 福建                 |
| 第七期           | 鞏立姣                         | 中国 雲南                 |
| 第八期           | 楊千嬅                         | 中国 潮汕                 |
| 第九期           | 朱婉冰、朱婉清、朱婉玉、朱婉洁 | 中国 南京                 |
| 第十期           | 華晨宇                         | 中国 武漢                 |

## 收视率
以下记录《12道鋒味》首播时的收视率情况。

### 第一季

#### 中国大陆
| 中国大陆 浙江卫视 首播收视率 （CSM50） |               |        |          |      |                    |
| 集數                                   | 播出日期      | 收视率 | 收视份额 | 排名 | 備註               |
| 1                                      | 2014年7月12日 | 0.953  | 2.76     | 5    |                    |
| 2                                      | 2014年7月19日 | 0.646  | 1.869    | 6    |                    |
| 3                                      | 2014年7月26日 | 1.227  | 3.66     | 3    | 暂缺海口数据       |
| 4                                      | 2014年8月2日  | 1.241  | 3.68     | 3    |                    |
| 5                                      | 2014年8月9日  | 1.434  | 4.22     | 3    |                    |
| 6                                      | 2014年8月16日 | 1.862  | 4.47     | 3    |                    |
| 7                                      | 2014年8月23日 | 1.329  | 3.80     | 3    |                    |
| 8                                      | 2014年8月30日 | 1.213  | 3.51     | 3    |                    |
| 9                                      | 2014年9月6日  | 1.394  | 4.15     | 3    |                    |
| 10                                     | 2014年9月13日 | 0.789  | 2.28     | 6    |                    |
| 11                                     | 2014年9月20日 | 1.046  | 3.08     | 4    | 暂缺海口、徐州数据 |
| 12                                     | 2014年9月27日 | 1.123  | 3.43     | 3    |                    |
| 平均收視                               | 平均收視      | 1.188  | 3.41     |      |                    |

1. 数据由广视索福瑞提供，调查范围为四岁以上之观众。
2. 以上收视排名不包括央视在内。
3. 数据来源：卫视小露电
4. 排名为周五晚间所有综艺节目的排名，并不一定为同一时段。

#### 香港
| 播映日期       | 期數     | 平均收視率 |
| -------------- | -------- | ---------- |
| 2014年10月18日 | 1        | 12點       |
| 2014年10月25日 | 2        | 13點       |
| 2014年11月1日  | 3        | 11點       |
| 2014年11月8日  | 4        | 13點       |
| 2014年11月15日 | 5        | 13點       |
| 2014年11月22日 | 6        | 13點       |
| 2014年12月20日 | 7        | 11點       |
| 2014年12月27日 | 8        | 11點       |
| 2014年1月3日   | 9        | 10點       |
| 2015年1月10日  | 10       | 10點       |
| 2015年1月17日  | 11       | 12點       |
| 2015年1月24日  | 12       | 13點       |
| 平均收視       | 平均收視 | 11.8       |

### 鋒味2018
| 中国 浙江卫视 首播收视率 |                |          |          |          |           |           |           |           |           |           |                        |
| 集數                     | 播出日期       | CSM52/55 | CSM52/55 | CSM52/55 | CSM全国网 | CSM全国网 | CSM全国网 | CSM16省网 | CSM16省网 | CSM16省网 | 備註                   |
| 集數                     | 播出日期       | 收視率   | 收視份額 | 排名     | 收視率    | 收視份額  | 排名      | 收視率    | 收視份額  | 排名      | 備註                   |
| 1                        | 2018年11月24日 | 0.54     | 3.96     | 9        | 未上榜    | 未上榜    | 未上榜    | 0.246     | 2.195     | 8         | 江苏《重量级改变》開播 |
| 2                        | 2018年12月8日  | 0.614    | 4.297    | 9        | 未上榜    | 未上榜    | 未上榜    | 0.217     | 1.826     | 11        |                        |
| 3                        | 2018年12月15日 | 0.642    | 3.907    | 7        | 未上榜    | 未上榜    | 未上榜    | 0.263     | 1.875     | 7         |                        |
| 4                        | 2018年12月22日 | 0.716    | 4.122    | 6        | 0.37      | 2.52      | 16        | 0.333     | 2.239     | 4         | 湖南《快乐哆唻咪》完結 |
| 5                        | 2018年12月29日 | 0.727    | 5.008    | 9        | 0.33      | 2.62      | 28        | 0.28      | 2.442     | 5         |                        |
| 6                        | 2019年1月5日   | 0.71     | 4.121    | 9        | 沒有公佈  | 沒有公佈  | 沒有公佈  | 暫缺      | 暫缺      | 暫缺      | 湖南《我家那闺女》開播 |
| 7                        | 2019年1月12日  | 0.765    | 4.34     | 10       | 0.28      | 0.93      | 26        | 0.268     | 1.804     | 7         |                        |
| 8                        | 2019年1月19日  | 0.679    | 3.683    | 11       | 0.29      | 1.88      | 21        | 0.376     | 2.393     | 5         |                        |
| 9                        | 2019年1月26日  | 0.661    | 3.836    | 9        | 未上榜    | 未上榜    | 未上榜    | 0.247     | 1.684     | 7         |                        |
| 10                       | 2019年2月2日   | 0.766    | 4.615    | 5        | 未上榜    | 未上榜    | 未上榜    | 0.3       | 2.042     | 7         |                        |
| 11                       | 2019年2月9日   | 0.701    | 3.803    | 8        | 未上榜    | 未上榜    | 未上榜    | 暫缺      | 暫缺      | 暫缺      |                        |
| 12                       | 2019年2月16日  | 0.758    | 4.118    | 8        | 未上榜    | 未上榜    | 未上榜    | 0.406     | 2.505     | 5         |                        |
| 平均收視                 | 平均收視       |          |          | 不適用   |           |           | 不適用    |           |           | 不適用    |                        |

1. 同时段或交叉时段主要节目：
  - 江苏卫视：《重量级改变》
  - 湖南卫视：《快乐哆唻咪》／《我家那闺女》
2. 数据由广视索福瑞提供，调查范围为四岁以上之观众。
3. 以上收视排名包括央视在内。16省網排名不包括央視
4. 资料来源：卫视这些事儿、卫视走光了
5. 自2019年1月1日起，城市组新增丹东、蚌埠、泸州测量仪数据，CSM52变更为CSM55
6. 排名为週六晚间所有综艺节目的排名，并不一定为同一时段。

## 外部連結
- 香港無綫電視官方網站（页面存档备份，存于）（繁體中文）（第一季）
- 香港無綫電視官方網站（页面存档备份，存于）（繁體中文）（第二季）
- 香港無綫電視官方網站（页面存档备份，存于）（繁體中文）（第三季）
- 台灣八大電視官方網站（繁體中文）
- 《十二道锋味2》新浪网（页面存档备份，存于）
- 《锋味》优酷网（页面存档备份，存于）
- 香港ViuTV官方網站（页面存档备份，存于）（繁體中文）（《鋒味》）
- 香港ViuTV官方網站（页面存档备份，存于）（繁體中文）（《鋒味》第二季）

| 中国大陆 浙江卫视 每周六 21:10 - 22:30（緊接馬上重播至24:00）                                                                                                | 中国大陆 浙江卫视 每周六 21:10 - 22:30（緊接馬上重播至24:00） | 中国大陆 浙江卫视 每周六 21:10 - 22:30（緊接馬上重播至24:00） |
| --- | ------------------------------------------------------------- | --- |
| | 12道锋味（第一季） （2014年7月12日－2014年9月27日）           | |
| 中国好舞蹈 （2014年4月19日－2014年7月5日） | 中国梦想秀8 （2014年10月11日－2014年12月27日）                | |
| 每周六 22:00 - 23:30 9月26日、10月3日及17日 暫停播映 |                                                               | |
| 出发吧爱情 （2015年5月9日－2015年7月25日） | 12道锋味（第二季） （2015年8月1日－2015年11月7日）            | 燃烧吧少年 （2015年11月21日－2016年2月6日） |
| 每周六 22:00 - 23:30 11月17日 22:10 - 23:25 12月1日 暫停播映                                                                                                 |                                                               | |
| 这！就是灌篮 （2018年8月15日－2018年11月17日） | 锋味2018 （2017年11月17日－2019年2月16日）                    | 遇見你真好（第5-10期） （2019年2月23日－2019年3月6日） |
| 香港 無綫電視翡翠台、高清翡翠台 每周六 22:00 - 23:15 · 10月18日、1月3日及24日 22:30 - 23:45 · 11月29日至12月13日 暫停播映                                    |                                                               | |
| 赤壁決戰天下 （2014年10月11日）（20:30-23:45） | 12道鋒味 （2014年10月18日－2015年1月24日）                    | 超級巨聲4（第12集） （2015年1月31日）（20:30-22:30）繽Fun娛樂大派對 （2015年1月31日）（22:30-23:30）                                                                           |
| 香港 無綫電視高清翡翠台 每周六 19:00 - 20:30 |                                                               | |
| 禿鷹雄心（18:30-19:30） （2015年9月19日） 我係小廚神2（19:30-20:30） （2015年8月8日－2015年9月19日）                                                         | 12道鋒味II （2015年9月26日－2015年12月12日）                  | 報告教練 （2015年12月19日－2016年3月5日） |
| 香港 無綫電視J5 每周三 20:30 - 22:00 |                                                               | |
| 最強大腦II（20:30-22:30） （2016年8月24日－2016年11月9日）                                                                                                   | 12道鋒味III （2016年11月16日－2017年2月1日）                  | 加油！向未來（20:30-22:30） （2017年2月8日－2017年4月26日） |
| 香港 ViuTV 每周六 21:30 - 22:45 · 2018年4月14日、5月19日及6月16日至7月14日 暫停播映 · 2018年5月5日、12日及6月2日 21:30 - 22:30 · 2018年5月26日 21:45 - 23:00 |                                                               | |
| 徒步旅程 （2018年2月24日－2018年3月24日） | 鋒味 （2018年3月31日－2018年8月4日）                          | MOOV LIVE 陳柏宇 X 衛蘭 （2018年8月11日）（21:30-23:30） |
| 香港 ViuTV 每周日 21:30 - 23:00 · 2019年3月10日及17日 21:30 - 23:15 · 2019年3月24日 22:00 - 23:30 · 2019年4月14日 暫停播映 · 2019年4月21日 23:00 - 00:30     |                                                               | |
| 蠟筆小新劇場版：外星人噼噼怪來襲！！ （2019年2月17日）（21:30-23:30）                                                                                        | 鋒味（第二季） （2019年2月24日－2019年5月19日）               | 週日慶功宴 （2019年5月26日－2019年7月14日）（21:30-22:30）Mirror Go （2019年5月26日－2019年9月29日）（22:30-23:00）                                                            |
| 臺灣 八大綜合台 每周六 21:00 - 22:00 |                                                               | |
| 待查 （2014年10月25日） | 12道鋒味 （2014年11月1日－2015年1月17日）                     | 世界正美麗精選 （2015年1月24日－2015年2月14日） |
| 马来西亚 八度空间 每周六 18:00 - 19:00 |                                                               | |
| 致忘了诗的你 （2018年5月12日一2018年9月1日） | 锋味 （2018年9月8日－2018年11月24日）                         | 命中不注定 (2018年12月1日一2019年） |
| 每周日 17:00 - 18:30 |                                                               | |
| 厨神驾到 （2019年2月3日一2019年2月10日） | 锋味2018 （2019年2月17日－2019年5月5日）                      | 妈妈咪呀 （第六季） （2019年5月12日一2019年8月） |
| 新加坡 e樂 每周三 21:00-22:00 |                                                               | |
| 宋智孝的Beautiful Life （2018年10月10日－11月28日） | 鋒味 (2018年12月5日-12月26日)                                 | 拜托了！女神 (2019年1月2日-） |
| 每周四 21:00-22:00 |                                                               | |
| 蜜食記3 （2018年10月11日－12月27日） | 鋒味 (2019年1月3日-2月28日)鋒味2 (2019年3月7日-5月23日）      | — |
| 臺灣 中視主頻 每週一至週五 17:00 - 18:00 |                                                               | |
| 冰冰Show（重播） （2017年5月24日－2019年7月26日） | 鋒味 （2019年7月29日－2019年8月13日）                         | 勇闖日本秘境（重播） （2019年8月14日－） |
| 臺灣 中天娛樂台 每週六 18:00 - 20:00 |                                                               | |
| 聲林之王2 | 鋒味 （2019年12月28日－）                                     | 待定 |
| 中国大陆 江蘇卫视 每週五 20:20－21:05 |                                                               | |
| 致敬百年风华 （2021年4月30日－2021年7月2日） | 百姓的味道 （2021年11月19日－2022年1月28日）                  | 超脑少年团（第二季） （2022年8月5日－2022年10月） |
| 香港 無綫電視J2 每週四 20:25－21:35 |                                                               | |
| 來去CHECK IN II （2021年12月23日－2022年3月31日） | 百姓的味道 （2022年4月7日－2022年6月9日）                     | 食分絕配 （2021年6月16日－2022年9月8日） （20:30-21:00）韓式「煮」意 （2022年6月14日－2022年6月18日） （21:00-21:15）賽馬直擊 （2022年6月14日－2022年6月18日） （21:15-01:25） |